# Christian Riganò
Christian Riganò (né le 25 mai 1974 à Lipari, dans la province de Messine en Sicile) est un joueur italien de football.

## Biographie
Christian Riganò joue la majorité de sa carrière en Série B ou Série C. Sa première saison en Série A a lieu en 2004 avec la Fiorentina à la suite de la promotion du club de Florence. 
Le joueur perd son titre de capitaine de club en 2005, puis est prêté à Empoli Football Club pour une saison, avant d'être acheté par le FC Messine avant la saison 2006-07. Malgré de bonnes performances individuelles de sa part (il termine 3e buteur dans la ligue avec 19 buts en 26 matches), son club finit en dernière position, et se voit relégué en Série B. 
Au mercato d'été 2007, il signe un contrat avec le Levante Unión Deportiva en Liga, avec qui il joue 13 matchs. Après 6 mois, le club espagnol est lanterne rouge de Liga, il cherche alors un autre club et est prêté jusqu'à la fin de la saison à l'AC Sienne en Série A.